# Doddamankanala, Dod Ballapur
Doddamankanala là một làng thuộc tehsil Dod Ballapur, huyện Bangalore Rural, bang Karnataka, Ấn Độ.